# Ken Friar
Kenneth John Friar, född 13 augusti 1934 i Islington, Storbritannien, är en brittisk verkställande direktör och senare sekreterare i Arsenal FC till 1 september 2020. 1983 utsågs han till verkställande direktör i klubben, en roll som varade fram till år 2000. Han har jobbat i klubben i 70 år. 1 september meddelade Arsenal att Ken Friar lämnar styrelsen och blir hederspresident och blir också pensionär.Säger Friar:
"Jag fattade det här beslutet många månader före pandemin kom. Den här klubben är i säkra händer av Stan och Josh Kroenke, styrelsen och våra anställda. De vet vad vi står för och vad det betyder för miljontals av våra fans världen över. Jag kommer äntligen att kunna se våra matcher helt som en supporter utan ofrånkomlig oro och stress som kommer med ledarskap och styrelseansvar."
The North Bridge, som förbinder Emirates Stadium med Drayton Park, som ligger när Arsenal tunnelbanestation, döptes till "Ken Friar Bridge" för att hylla Ken Friar, den 14 april 2011.
Ken Friar växte upp i Islington och började arbeta i fotbollsklubben Arsenal FC på deltid redan som 12-åring. Han har sedan dess varit verksam i klubben och en staty föreställande honom presenterades på klubbens årsstämma den 27 oktober 2011 för att markera Friars 60 år med klubben. Statyn står i Emirates Stadium norra del i närheten av bron som bär Ken Friars namn.
Han tilldelades Order of the British Empire år 2000 av drottning Elizabeth II för sitt engagemang och arbete för fotbollen.
Den 27 mars 2007 ägde han 47 aktier som representerade 0,07% av Arsenal Football Club efter att han överfört 147 till den dåvarande Arsenal-ordföranden Peter Hill-Wood.